# HD 35162
HD 35162，又名CD-24 3023，SAO 170351、HR 1771，是一颗恒星，视星等为5.06，位于銀經227.3，銀緯-29.95，其B1900.0坐标为赤經5h 17m 39.9s，赤緯-24° -29.95′ 12″。